# استوديوهات والت ديزني (بربانك)
استديوهات والت ديزني الواقعة في بربانك في كاليفورنيا، الولايات المتحدة، هي المقر الرئيسي لمجموعة شركة والت ديزني الإعلامية. ويحتوي الاستوديو الذي تبلغ مساحته 51 فدانًا (20.6 هكتارًا) أيضًا على عدة منصات صوتية، وساحة تصوير، ومرافق إنتاج أفلام أخرى لإنتاج الصور المتحركة في استديوهات والت ديزني. ويضم المجمع أيضًا مكاتب لأقسام الشركة العديدة، باستثناء استوديوهات توينتيث سينشوري (المعروفة سابقًا باسم توينتيث سينشوري فوكس)، والتي لا تزال موجودة على قطعة أرض تحمل الاسم نفسه في سينشوري سيتي.
استخدم والت ديزني الأرباح من الإصدار الناجح لفيلم سنو وايت والأقزام السبعة لتمويل بناء استوديو بربانك. ديزني هو استوديو إنتاج الأفلام الكبرى الوحيد من بين الخمسة الكبار الذي لا يقدم حاليًا جولات منتظمة في استوديوهاته لعامة الناس. ومنذ منتصف العقد الأول من القرن الحادي والعشرين قدمت الشركة عبر مجموعة مغامرات مع ديزني جولات في الاستوديو، ولكن فقط كجزء لا يتجزأ من حزمة جولاتهم في جنوب كاليفورنيا. وكانت الطريقة الأخرى للتجول في الاستوديو هي الانضمام إلى نادي معجبي ديزني دي 23 الرسمي، والذي يقدم جولات للأعضاء كل بضعة أشهر. واعتاد الاستوديو أن يستقبل الجمهور مرة واحدة في العام في نوفمبر في يوم السبت قبل عيد الشكر للحدث السنوي العطلة السحرية لبيع الحرف اليدوية، لكنه توقف عن استضافة الحدث نحو عام 2003. وكمساعدة للزوار يجري حاليًا تمييز العديد من المباني في ساحة ديزني بعلامات تعريف تتضمن معلومات تاريخية وتفاصيل حول كل موقع.
تدار خدمات الإنتاج في الاستوديو بواسطة وحدة خدمات استوديوهات ديزني في والت ديزني، ومزرعة غولدن أوك، واستديوهات بروسبكت، والاستديو بي التابع لمحطة كيه إيه بي سي 7. وتمتلك ديزني موقعًا ثانويًا في حرم غراند سنترال الإبداعي، حيث توجد وحدة التخيل الابتكاري التابعة لوالت ديزني وبعض الوحدات الأخرى. ووحدة التخيل الابتكاري هي من تدير الاستديو.

## الخلفية

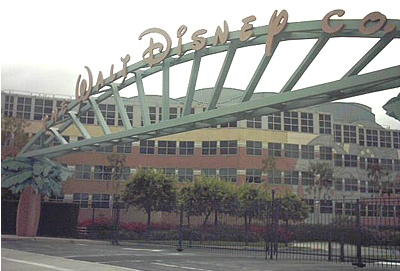
والت ديزني

قبل الافتتاح الرسمي لمجمع بربانك في عام 1940 كانت استوديوهات والت ديزني تنتشر في عدة مواقع مختلفة في لوس أنجلوس. وخلال صيف عام 1923 أنشأ والت ديزني «استوديو كارتون ديزني بروس» في مرآب عمه روبرت ديزني، الذي كان يقع في بناء 4406 شارع كينغزويل، في حي لوس فيليز في لوس أنجلوس (شرق هوليوود). وهذا المرآب معروض في متحف ستانلي رانش في غاردن غروف منذ ثمانينيات القرن العشرين، على بعد عدة مبانٍ من ديزني لاند. وكان شقيقه روي أو ديزني أيضًا في لوس أنجلوس في ذلك الوقت. وفي أكتوبر عام 1923 استأجر الأخوان مكتبًا على الجانب الخلفي من مكتب وكالة عقارية في 4651 شارع كينغزويل. وفي 16 أكتوبر عام 1923 قبل والت ديزني عرضًا من مارغريت فينكلر من استديوهات يونيفرسال لتوزيع أفلام أليس الجديدة الكوميدية من بطولة فيرجينيا ديفيس. وفي هذا الموقع أيضًا التقى والت ديزني في 14 يناير عام 1924 بزوجته المستقبلية ليليان باوندز، وهي فتاة رسامة وظفها شخصيًا. وفي فبراير عام 1924 انتقل الاستوديو المجاور إلى مكتب خاص به في 4649 شارع كينغزويل. وبقي مقر إقامة روبرت ديزني الراحل ومبنى المكاتب الصغير الذي يضم 4649 و4651 في شارع كينغزويل حتى الوقت الحاضر ولا يزالان قيد الاستخدام.
في عام 1925 وضع والت ديزني وديعة على قطعة أرض جديدة أكبر بكثير في 2719 في شارع هايبريون، وانتقل الاستوديو إلى هناك في يناير عام 1926. وفي هذا الموقع بعد رحلة بالقطار مع زوجته ليليان، ابتكر والت شخصية ميكي ماوس في عام 1928. وفيه أيضًا جرى صنع أول فيلم رسوم متحركة ثلاثي الألوان بتقنية التصوير بالألوان، وهو فيلم ورود وأشجار من سلسلة سيلي سيمفونياس، وأول رسوم متحركة باستخدام كاميرا ديزني متعددة المستويات، الطاحونة القديمة. وفي عام 1937 أنتج استوديو هايبريون أول فيلم رسوم متحركة طويل كامل من إنتاج شركة ديزني، سنو وايت والأقزام السبعة. وبدأ موظفو ديزني بالازدياد إلى حد كبير في استوديو هايبريون، وبدأ برنامج أساطير ديزني مثل التسعة الكبار في ديزني حياتهم المهنية هناك. وجرى بيع موقع استوديو هايبريون في عام 1940 وتقسيمه بين شركتين صناعيتين مختلفتين، وفي عام 1966 هدم مالك لاحق ما تبقى من مجمع الاستوديو وحل محله السوبر ماركت ومركز التسوق الموجود هناك اليوم. ولتكريم المقر السابق للشركة من عام 1926 حتى عام 1940 أعيد استخدام اسم «هايبريون» على مر السنين من قبل شركة والت ديزني للعديد من الأقسام والمعالم السياحية، بما في ذلك كتب هايبريون ومسرح هايبريون في حديقة ديزني مغامرة كاليفورنيا.

## التاريخ
وجدت استديوهات والت ديزني الحالية، الواقعة في 500 شارع ساوث بوينا فيستا في بربانك، بفضل عائدات إصدار عام 1937 من فيلم سنو وايت والأقزام السبعة. وبدأ والت ديزني وموظفوه الانتقال من الاستوديو القديم في شارع هايبريون في سيلفر ليك من ديسمبر عام 1939 حتى يناير عام 1940. صُممت مباني استديوهات ديزني في بربانك من قبل كيم فيبير تحت إشراف والت ديزني وشقيقه روي، وهي الاستوديوهات الوحيدة التي كانت مملوكة لشركة والت ديزني للبقاء منذ العصر الذهبي للتصوير. ونُقل مبنى شورتس والمباني الصغيرة الأخرى التي كانت موجودة في موقع شارع هايبربوين إلى بربانك.
خطط ديزني لاستوديو بربانك الجديد الخاص به مع عملية الرسوم المتحركة. ويقع مبنى الرسوم المتحركة الكبير في وسط الحرم، بينما جرى تشييد المباني المعزولة مجاورة لأقسام الرسم، والكاميرا والتحرير والوظائف المختلفة الأخرى للاستوديو. وربطت الأنفاق بعض المباني (للسماح بحركة مواد الرسوم المتحركة دون تعريضها للعناصر الخارجية)، وتضمنت الساحة أيضًا مسرحًا للسينما ومسرحًا صوتيًا ومجمعًا. وكان فيلم ديزني لعام 1941 التنين المتردد يجمع بين الحركة الحية وسلسلة رسوم متحركة من بطولة روبرت بينشلي، وكان بمثابة جولة في الاستوديو الجديد آنذاك. وجرى عرضه في وقت لاحق بشكل متكرر في العديد من برامج ديزني التلفزيونية.
أدى الهجوم على بيرل هاربر من قبل الإمبراطورية اليابانية في 7 ديسمبر عام 1941 إلى دخول أمريكا في الحرب العالمية الثانية. واحتل 500 جندي من جيش الولايات المتحدة من كتيبة المدفعية 121 المضادة للطائرات (إيه إيه إيه) استوديوهات والت ديزني في اليوم التالي للهجوم لمدة ثمانية أشهر في فترة غزو الساحل الغربي، ما جعل ديزني استوديو هوليوود الوحيد الذي أصبح تحت سيطرة الجيش في التاريخ. وخلال الحرب أنتجت ديزني بانتظام أفلامًا دعائية وتدريبية لصالح الحكومة الأمريكية بما في ذلك قواتها المسلحة لرفع الروح المعنوية بين الأمريكيين بأن القتال ضد قوى المحور كان من أجل قضية عادلة.
في السنوات التي أعقبت الحرب بدأ الاستوديو بالعمل بانتظام على ميزات الحركة الحية، حيث كانوا بحاجة إلى المال. وعلى الرغم من أن أفلامهم الأولى جرى تصويرها في إنجلترا، إلا أن ضرورة بناء مرافق للعرض الحي كانت قائمة. ونظرًا إلى افتقاره إلى رأس المال للقيام بذلك بنفسه، عرض جاك ويب دفع بعض الأموال لبناء مسارات صوتية حية مقابل الحق في استخدامها (استخدمها ويب لتصوير الكثير من مسلسل دراغنت تي فّي). وخلال هذا الوقت جرى أيضًا بناء ساحات للقطات الخارجية وظلت موجودة في الاستوديوهات حتى بعد تغيير كبير في الإدارة في عام 1984.